# Phyllotheliinae
Phyllotheliinae es una subfamilia de insectos mantodeos perteneciente a la familia Mantidae.

## Géneros
- Ceratocrania
- Phyllothelys